# Isola Sant'Antonio
Isola Sant'Antonio är en ort och kommun i provinsen Alessandria i regionen Piemonte i Italien. Kommunen hade 685 invånare (2018).